# Cladonota apicalis
Cladonota apicalis är en insektsart som beskrevs av Carl Stål. Cladonota apicalis ingår i släktet Cladonota och familjen hornstritar. Inga underarter finns listade i Catalogue of Life.